# تنغاري (دشت روم)
تنغاري (بالفارسية: تنگاری) هي قرية تقع في إيران في قسم دشت روم الريفي. يقدر عدد سكانها بـ 1,675 نسمة .